# Josef Karel Šíp
Josef Karel Šíp, někdy uváděn také jako Josef Karel Schipp (5. března 1751, Frýdek – 6. ledna 1836, Frýdek), byl český římskokatolický kněz, generální vikář a historik v římskokatolické farnosti Frýdek.

## Život
Josef Karel Šíp se narodil 5. března 1751 ve Frýdku. Po ukončení povinné školní docházky studoval u piaristů humanitní gymnázium v Příboře a poté u jezuitů v Olomouci, kde studoval filozofii a teologii. Díky svému studiu dosáhl hodnosti magistra filosofie a bakaláře teologie. Dále studoval civilní právo a pak vykonával dvouroční praxi u arcibiskupské konzistoře v Olomouci. Zde byl roku 1774 vysvěcen na kněze a pak se stal kaplanem ve Frýdku a sekretářem generálního vikáře Justuse Viléma hraběte Pražmy. Dne 27. března 1779 se stal farářem v Dobré. Své působení zde neměl lehké neboť v této době zahájil císař Josef II. reorganizaci duchovní správy, kvůli které byly od dobrodinské farnosti odtrženy vesnice Baška, Janovice, Krásná, Malenovice, Morávka, Nová Ves, Pražmo, Skalice a Staré Hamry. Navíc začali lidé odcházet od katolické církve. Roku 1806 se stal generálním vikářem celé farnosti Frýdek. Josef Karel Šíp byl nejen zbožným knězem, ale také dobrým diplomatem neboť se mu podařilo obejít Josefinské nařízení podle něhož ve městě mohly být jen dva kostely (farní a pohřební) a tím zachránil poutní chrám Panny Marie před zrušením navíc v tomto kostele nechal postavit hlavní chrámový oltář. Roku 1834 nechal vybudovat dřevěnou kapli Povýšení sv. Kříže. Mimoto dal také opravit kostel sv. Jošta.
Byl velmi oblíbený u polského obyvatelstva neboť podporoval zavádění polských školních učebnic.
Ve svém volnu se věnoval církevní historii a napsal několik významných děl týkajících se farnosti Frýdek.
Zemřel ve Frýdku 6. ledna 1836 ve věku 85 let, pohřben byl na frýdeckém hřbitově u kostela sv. Jošta. Frýdeckou farnost vedl plných 48 let.

## Dílo
- Liber ecclesiae parochialis S. Joannis Bapt. Freidecae de anno 1826 (Kniha o farním kostele sv. Jana Křtitele ve Frýdku z r. 1826)
- Liber ecclesiae beatae Virginis Mariae Fridecae de anno 1835 (Kniha o chrámu blahoslavené Panny Marie ve Frýdku z r. 1835)
- Dějiny kostela ve Vápené u Frýdku,dějiny těšínského komisariátu
- a jiné